# Obchodní společnost
Obchodní společnosti v legislativě České republiky upravuje zákon č. 90/2012 Sb., o obchodních společnostech a družstvech, který nabyl účinnosti k 1. lednu 2014. Obchodní společnosti a družstva se společně nazývají obchodní korporace. Dle tohoto zákona se mezi obchodní společnosti řadí veřejná obchodní společnost a komanditní společnost (souhrnně nazývané osobní společnosti), společnost s ručením omezeným a akciová společnost (kapitálové  hospodářské zájmové sdružení.)

## Založení a vznik obchodní společnosti
Osobní společnost může být založena buď za účelem podnikání, nebo za účelem správy vlastního majetku.
Obchodní korporace jsou založeny společenskou smlouvou. Pokud je společenskou smlouvou založena kapitálová společnost, pak je vyžadována forma veřejné listiny. Společnost založená jediným zakladatelem se zakládá zakladatelskou listinou ve formě veřejné listiny.
Společnost ale vzniká až dnem, kdy byla zapsána do obchodního rejstříku.

## Základní kapitál
Základním kapitálem obchodní korporace je souhrn všech jejich vkladů.
Základní kapitál společnosti musí být v jednotkách české měny. Jeho výše se liší podle typu společnosti. Ve společnosti s ručením omezeným (min. 1 Kč) a v akciové společnosti (min. 2 miliony Kč bez veřejné nabídky akcií, min. 20 milionů Kč s veřejnou nabídkou akcií).

## Zrušení a zánik obchodní společnosti
Obchodní společnost může zrušit kromě jejího vlastního rozhodnutí (např. na valné hromadě) soud, pokud to navrhne někdo, kdo má na tom právní zájem. Popřípadě může návrh na likvidaci podat státní zastupitelství, pokud na tom shledává vážný veřejný zájem. K této nucené likvidaci dochází v následujících situacích:
- pokud společnosti chybí všechna podnikatelská oprávnění,
- není schopna plnit svůj účel a vykonávat svou činnost po delší dobu než jeden rok,
- kvůli nepřekonatelným rozporům mezi jejími společníky není schopna vykonávat svou činnost,
- provozuje-li bez fyzických osob činnost, kterou mohou podle dalšího právního předpisu vykonávat pouze fyzické osoby.[5]

Závěrečná zpráva o likvidaci (její průběh, návrh na použití likvidačního zůstatku a účetní závěrka) musí být předána nejvyššímu orgánu obchodní korporace. Po likvidaci obchodní společnosti musí být minimálně 10 let uchovány uvedené dokumenty. V případě, že je společnost zrušena bez likvidace, musí uchování těchto dokumentů zařídit její nový právní nástupce.
Společnost po zrušení zaniká dnem, kdy je vymazána z obchodního rejstříku. Tomuto zániku však předchází zrušení s likvidací či bez ní. Likvidace se neprovádí v případě, že dochází k přeměně společnosti nebo v případech, kdy zde k tomu není postačující majetek. V ostatních případech dochází i k likvidaci.

## Dělení obchodních společností
Obchodní společnosti lze dělit na kapitálové a osobní:
Veřejná obchodní společnost
- Společnost alespoň dvou osob, které se účastní na jejím podnikání nebo správě jejího majetku a ručí za její dluhy společně a nerozdílně.[9]
- Firma obsahuje označení „veřejná obchodní společnost“, které může být nahrazeno zkratkou „veř. obch. spol.“ nebo „v. o. s.“. Obsahuje-li firma jméno alespoň jednoho ze společníků, postačí označení „a spol.“.[10]
- Vzájemné právní poměry společníků se řídí společenskou smlouvou. Není-li ve společenské smlouvě dohodnuto jinak, jsou podíly společníků stejné.[11]
- K rozhodování ve všech věcech společnosti je zapotřebí souhlasu všech společníků, ledaže společenská smlouva určí jinak.[12]

Komanditní společnost
- Komanditní společnost je společnost, v níž alespoň jeden společník ručí za její dluhy omezeně (tzv. „komanditista“) a alespoň jeden společník neomezeně (tzv. „komplementář“).[13]
- Firma obsahuje označení „komanditní společnost“, které může být nahrazeno zkratkou „kom. spol.“ nebo „k. s.“. Komanditista, jehož jméno je uvedeno ve firmě, ručí za dluhy společnosti jako komplementář.[13]
- Podíly komanditistů se určují podle poměru jejich vkladů.[14]
- Statutárním orgánem společnosti jsou všichni komplementáři, kteří splňují požadavky stanovené v § 46, zákona č. 90/2012 Sb. Společenská smlouva může určit, že statutárním orgánem společnosti jsou pouze někteří z komplementářů, kteří splňují požadavky stanovené v § 46, zákona č. 90/2012 Sb., nebo jeden z nich.[15]
- Neurčí-li společenská smlouva jinak, rozhodují ve věcech, které nepřísluší statutárnímu orgánu, všichni společníci, přičemž zvlášť hlasují komplementáři a zvlášť komanditisté.[15]

Společnost s ručením omezeným
- Společnost s ručením omezeným je společnost, za jejíž dluhy ručí společníci společně a nerozdílně do výše, v jaké nesplnili vkladové povinnosti podle stavu zapsaného v obchodním rejstříku v době, kdy byli věřitelem vyzváni k plnění.[16]
- Firma obsahuje označení „společnost s ručením omezeným“, které může být nahrazeno zkratkou „spol. s r.o.“ nebo „s.r.o.“.[16]
- Společníci se podílejí na zisku určeném valnou hromadou k rozdělení mezi společníky v poměru svých podílů, ledaže společenská smlouva určí jinak. Neurčí-li společenská smlouva nebo valná hromada jinak, vyplácí se podíl na zisku v penězích.[17]
- Neurčí-li společenská smlouva jinak, je valná hromada schopná se usnášet, jsou-li přítomni společníci, kteří mají alespoň polovinu všech hlasů.[18]

Akciová společnost
- Akciovou společností je společnost, jejíž základní kapitál je rozvržen na určitý počet akcií.[19]
- Firma obsahuje označení „akciová společnost“, které může být nahrazeno zkratkou „akc. spol.“ nebo „a.s.“.[19]
- Společnost zachází za stejných podmínek se všemi akcionáři stejně.[20]
- Akcionáři vykonávají své právo podílet se na řízení společnosti na valné hromadě nebo mimo ni.[21]
- Valná hromada je schopna se usnášet, pokud jsou přítomni akcionáři vlastnící akcie, jejichž jmenovitá hodnota nebo počet přesahuje 30 % základního kapitálu, ledaže stanovy určí jinak.[22]

Kromě kapitálových a osobních společností, které jsou českému právnímu řádu vlastní, lze rozlišovat ještě evropské obchodní společnosti: evropská (akciová) společnost a evropské hospodářské zájmové sdružení.

## Cíle společnosti
V klasické teorii se jako základní cíl předpokládá maximalizace tržní hodnoty podniku, nikoli maximalizace zisku. Při analýze zisku je třeba rozlišovat mezi ziskem účetním (tzn. zisk = příjmy – explicitní náklady) a ziskem ekonomickým (zisk = příjmy – (explicitní náklady + náklady obětované příležitosti)). Alternativním cílem společnosti může být nikoliv maximalizace okamžitého zisku, ale maximalizace současné hodnoty budoucích zisků. Mezi další cíle společnosti lze řadit:[zdroj?]
- dlouhodobé přežití na trhu,
- dosažení určitého podílu na trhu (s tím ale také souvisí dosažení určitého zisku),
- maximalizace obratu,
- růst a expanze.